# Валявиха
Валявиха — деревня в составе Богородского сельсовета в Воскресенском районе Нижегородской области.

## География
Находится в правобережье Ветлуги на расстоянии примерно 10 километров по прямой на юго-восток от районного центра поселка  Воскресенское.

## История
В переписи 1646 года входила в поместье окольничего Никифора Сергеевича Собакина, 12 дворов.(РГАДА, ф.1209, оп. 1. д. 6468 листы 431-432, д. Валявиха
Деревня известна с XIX века. Последний владелец Левашов. В 1859 году она входила в Макарьевский уезд Нижегородской губернии, и в ней было отмечено 39 дворов и 224 жителей. В 1911 году учтен 61 двор. В 1925 году было 347 жителей.

## Население
Постоянное население составляло 12 человек (русские 100%) в 2002 году, 12 в 2010 году .